# Cladopodanthus
Cladopodanthus là một chi rêu trong họ Dicranaceae.